# Don’t Go
Don’t Go ist ein Lied des britischen Rappers Wretch 32 aus seinem Debütalbum Black and White, welches er gemeinsam mit Josh Kumra aufnahm. 

## Daten
Es wurde erstmals am 18. August 2011 beim Label Ministry of Sound veröffentlicht und ist bis heute Wretch 32 kommerziell erfolgreichste Single. Produziert wurde der Song von Paul Heard und Maiday, komponiert und geschrieben von Wretch 32, Rachel Moulden und Josh Kumra.

## Hintergrund
Wretch 32 schätzt Don’t Go als Single ein, die mit den Leuten kommuniziere. Außerdem würde der Sound an die Lieder aus seinen alten Mixtapes und CDs erinnern. Auch würde er innige Musik mögen, aber er habe mit Don’t Go etwas für die Clubs und Festivals herausbringen wollen. Gegenüber der Sun erklärte Wretch 32, dass er in sich Parallelen zu William Shakespeare sehen würde, indem er über etwas spricht, aber etwas anderes meint, was jener perfekt beherrschte. So gehe es im Text zu Don’t Go zwar um Liebe, aber Wretch 32 hatte eigentlich seine Liebe zur Musik ausdrücken wollen. Als er den Leuten das zu erklären versuchte, hätten sie es erst nicht verstanden, aber nach ein paar weiteren Erklärungsversuchen hätte es bei ihnen „Klick“ gemacht.
2013 nahm Kumra seine eigene Version von Don’t Go auf, welche als eine Fortsetzung gesehen werden kann. Musikalisch und thematische ändert sich diese Version im Vergleich zum Original nicht, jedoch schrieb Kumra für seine Soloversion eigene (gesungene) Strophen, während Wretch 32 nicht beteiligt war.

## Kritiken
- Zane Lowe von BBC Radio 1 wählte den Song als Hottest Record in the World am 9. Juni 2011 aus. Er beschrieb ihn als „Emo-Rap mit dem Stil von Eminem, LL Cool J, Mike Skinner und den anderen tollen MCs, die sich trauen, in dem eigentlich auf Stärke aufbauenden Genre [Hip-Hop] Verletzlichkeit zu zeigen“.[5]
- Alistair McGeorge von Female First meinte, dass der Song zementieren würde, was die Leute vorher schon geahnt hatten: Wretch 32 würde ein großer Crossover-Mainstream-Star werden.[6]
- Robert Copsey von Digital Spy schrieb, dass Don’t Go zwar nicht so schnell wie seine vorherigen Veröffentlichungen wäre, dafür aber eindeutig die Release, die einen am meisten in den Bann zieht. Er vergab vier von fünf möglichen Sternen.[7]

## Kommerzieller Erfolg

### Chartplatzierungen
Don’t Go wurde Wretch 32s erster Nummer-eins-Hit. Die Single stieg am 27. August 2011 direkt auf der Spitzenposition der britischen Charts ein. 13 Wochen blieb man insgesamt in den UK Top 100. In den UK R&B Charts sowie in den UK Indie Charts stieg sie ebenso auf Position eins ein. In Schottland hingegen wurde nur Platz zwei und in Irland Höchstposition 39 erreicht.
| ChartsChartplatzierungen     | Höchstplatzierung | Wochen |
| ---------------------------- | ----------------- | ------ |
| Vereinigtes Königreich (OCC) | 1 (13 Wo.)        | 13     |

| ChartsJahrescharts (2011)    | Platzierung |
| ---------------------------- | ----------- |
| Vereinigtes Königreich (OCC) | 73          |

### Auszeichnungen für Musikverkäufe
| Land/Region                  | Auszeichnungen für Musikverkäufe (Land/Region, Auszeichnung, Verkäufe) | Verkäufe |
| ---------------------------- | ---------------------------------------------------------------------- | -------- |
| Vereinigtes Königreich (BPI) | Platin                                                                 | 600.000  |
| Insgesamt                    | 1× Platin ·                                                            | 600.000  |